# Estádio Municipal Presidente Juscelino Kubitschek
Estádio Municipal Presidente Juscelino Kubitschek – stadion piłkarski, w Andradas, Minas Gerais, Brazylia, na którym swoje mecze rozgrywa klub Rio Branco de Andradas Futebol Clube.